# ČAFC Praag
ČAFC Praag is een Tsjechische voetbalclub uit de wijk Záběhlice in Praag.
De club werd op 15 november 1899 opgericht als Český Athletic & Football Club Královské Vinohrady uit Královské Vinohrady. Vanaf 1901 speelde de club in de voetbalbond van Bohemen de ČSF waarin het in 1902 de eerste kampioen werd door in de finale AFK Kolín te verslaan. In 1903 werd de finale van de Challenge Cup bereikt maar de club trad niet aan. Toen in 1925 het profvoetbal ingevoerd werd, ging ČAFC op het hoogste niveau spelen. In 1928 degradeerde de club maar keerde voor het seizoen 1929/30 kortstondig terug op het hoogste niveau. In 1925 en 1926 bereikte de club ook de finale van de Midden-Boheemse beker waarin het ruim van respectievelijk Sparta Praag en Slavia Praag verloor. De club bleef professioneel tot 1935 waarna de scheiding tussen amateurs en profs afgeschaft werd.
Na de Tweede Wereldoorlog wisselde de club meermaals van eigendom. In 1953 was er een fusie met SK Sparta Krč waarna de club een seizoen als tweede elftal speelde onder de naam Tatran Stavomontáže B. In 1968 werd de naam ČAFC weer aangenomen en in 1979 ging de club als Tatran Stavební závody spelen. Die naam zou de club tot de Fluwelen Revolutie in 1990 dragen waarna de oude naam weer aangenomen werd. De club was afgezakt en speelt al tijden op of onder het vierde niveau.

## Historische namen
- 1899 - 1918 ČAFC Královské Vinohrady
- 1918 - 1948 ČAFC Vinohrady
- 1948 - 1950 Sokol ČAFC Vinohrady
- 1951 - 1952 Instalační závody ČAFC
- 1952 - 1953 Tatran Stavomontáže B
- 1953 - 1968 Tatran Pozemní stavby
- 1968 - 1979 ČAFC Praag
- 1979 - 1990 Tatran Stavební závody
- 1990 - heden ČAFC Praag